# Спарнэей, Тьялф
Тьялф Спарнэей (нидерл. Tjalf Sparnaay; род. 1954) — голландский фотограф и художник-самоучка.

## Биография
Родился в Харлеме в 1954 году, в 1959 году семья переехала в Роттердам, где провёл с родителями бо́льшую часть своих юных лет.
Получил образование, чтобы стать преподавателем в спорте, но примерно с 1980 года увлёкся фотографией и позже стал художником-самоучкой — создавал почтовые открытки, чтобы заработать на жизнь. Жил в Дренте, затем переехал в Хилверсюм.
Вдохновлённый голландским художником-сюрреалистом Карелом Виллинком, стал известным художником-гиперреалистом. Тьялф Спарнэей выставляется в Нидерландах, Англии и США. Его уникальные работы продаются арт-дилерами в галереях: Bernarducci Meisel Gallery в Нью-Йорке, PlusOne в Лондоне и Mark Peet Visser Gallery в Ойстервейке. Стоимость работ художника составляет от 10 до 45 тысяч евро, достигая в США более 55 000 долларов. Свои выставки он провёл в Meisel Gallery и OK Harris Works of Art в Нью-Йорке, PlusOne Gallery в Лондоне и Smelik and Stokking Gallery в Гааге.
В 2015 году в Museum de Fundatie в Зволле состоялась большая персональная выставка Спарнэея с 50 его работами, написанными в период с 1998 по 2014 год.
В 2021 году он был удостоен Художник года Нидерландов.